# Космічна ера

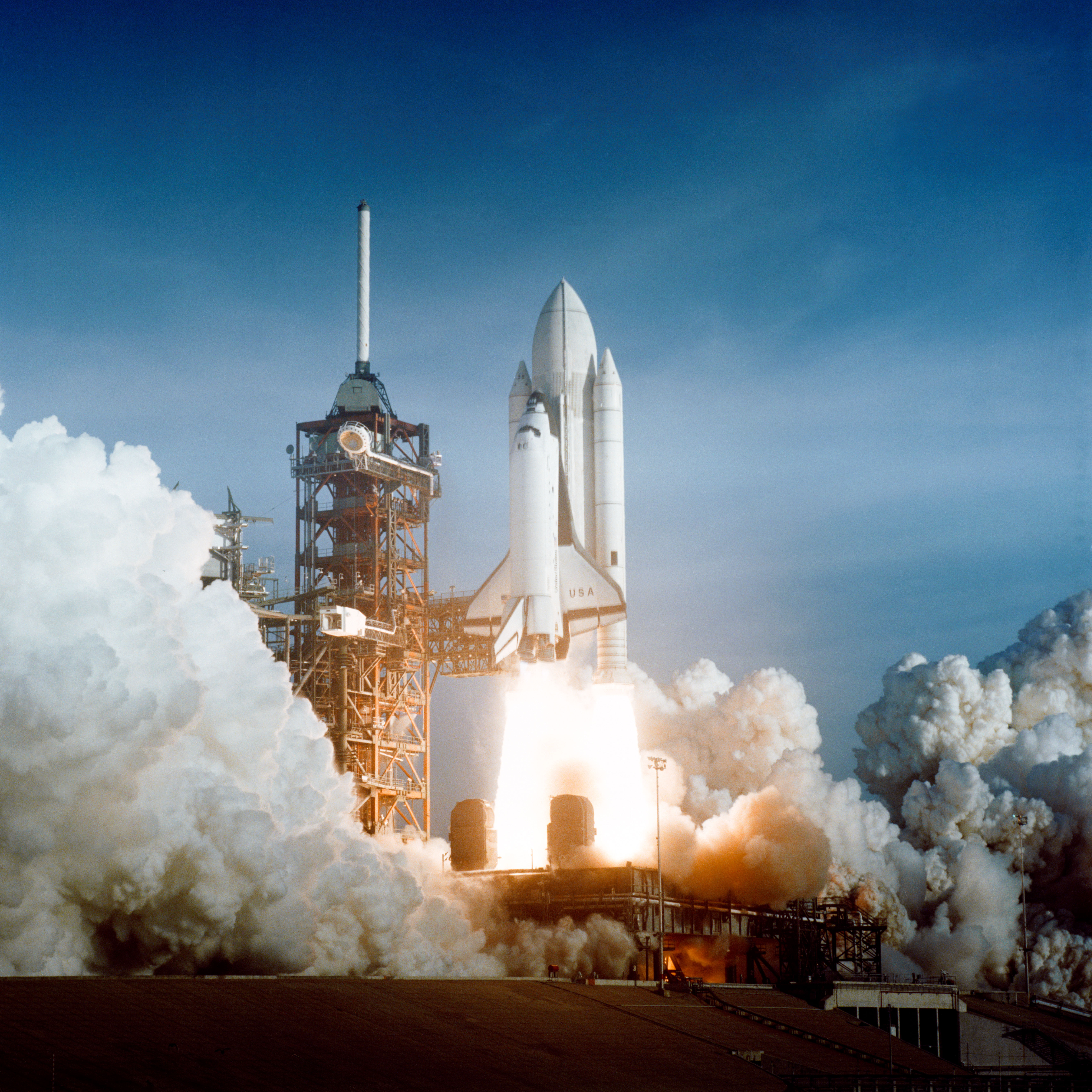
Шаттл злітає в космос.

Космічна ера — проміжок часу, який охоплює діяльність, пов'язану з космічними перегонами, космічними дослідженнями, космічними технологіями, а також розвиток світової культури під впливом цих подій. Вважається, що космічна ера розпочалася з запуску першого штучного супутника Землі (1957) під керівництвом українського науковця та конструктора Сергія Корольова.
Космічна ера триває і досі — у XXI столітті.

## Початок
Космічна ера постала із розвитком низки технологій та запуском «Супутника-1» Радянським Союзом 4 жовтня 1957 року. Це був перший у світі штучний супутник, що перебував на орбіті Землі в 98,1 хв. «Супутник-1» відкрив нову еру політичних, наукових і технологічних досягнень, які стали відомі як Космічна ера.
Рання Космічна ера відзначалася швидким розвитком нових технологій у суперництві здебільшого між США та колишнім Радянським Союзом. Швидкі успіхи були досягнуті в ракетобудуванні, матеріалознавстві, комп'ютерних програмах і інших галузях. Велика частина технологій, спочатку розроблених для застосування космічної техніки, були розвинені далі та згодом знайшли додаткові використання.
Космічна ера досягла свого піка з програмою «Аполлон», яка захопила уяву більшої частини тодішнього населення земної кулі. Посадку «Аполлон-11» на Місяць спостерігали понад 500 мільйонів людей в усьому світі, і вона широко визнана як одна із найвизначніших подій XX століття. Відтоді увага громадськості значною мірою перемістилися в інші райони.
У 1990-ті роки фінансування радянських космічних програм різко впало, оскільки структура Радянського Союзу природним чином розпадалась, тож у НАСА більше не було прямих конкурентів. Відтоді участь у космічних запусках більш розширилась до урядів і комерційних інтересів. З 1990-х років освоєння космосу вже сприймалось багатьма людьми як звичайне явище.
Розпад Радянського Союзу 1991 року закінчив холодну війну та відкрив двері для справжньої співпраці між США, РФ та Україною. Радянські програми «Союз» і «Мир» було передано Федеральному космічному агентству Російської Федерації, на базі якого 28 грудня 2015 року було створено Державну корпорацію «Роскосмос».
За програмою «Шаттл — Мир» американські космічні човники відвідували космічну станцію «Мир», російські та український космонавт Леонід Каденюк літали на «Шаттлі», американські астронавти прилітали на борту космічного корабля «Союз», для тривалого перебування на космічній станції «Мир».
У 1993 році президент США Білл Клінтон заручився підтримкою Російської Федерації у перетворенні запланованої Космічної станції Freedom на Міжнародну космічну станцію (МКС). Будівництво станції почалося в 1998 році. Орбіта станції висотою 409 км має нахил 51,65°.
Програму «Спейс Шаттл» було завершено 2011 року після 135 орбітальних польотів, деякі з яких допомагали збирати, забезпечувати МКС і доправляти на неї екіпажі. Шатл «Колумбія» було втрачено через аварію під час спуску, 1 лютого 2003 року — загинуло 7 астронавтів.
Черговий успішний запуск на МКС американсько-української ракети Antares із приблизно 3,6 т вантажу, відбувся 3 жовтня 2020 року о 5:44 за київським часом.

## Сьогодення
На початку XXI століття був створений конкурс Ansari X Prize. Його завданням було розпочати приватні польоти у космос. 2004 року цей конкурс виграв космічний корабель SpaceShipOne. Це перший космічний корабель із недержавним фінансуванням.
Нині декілька країн, зокрема Китай та Індія, мають космічні програми; від суміжних технологічних підприємств до повноцінних космічних програм з пусковими установками. Є багато наукових і комерційних супутників, які використовуються сьогодні, з тисячами супутників на орбіті, і кілька країн планують відправити людей у космос.

## Хронологія
| Дата          | Подія, яка сталася вперше                                                                                                 | Політ                                                                        | Хто брав участь                                          | Країна            |
| ------------- | --- | ---------------------------------------------------------------------------- | -------------------------------------------------------- | ----------------- |
| 20.06.1944    | Штучний об'єкт в космічному просторі, тобто за межами лінії Кармана.                                                      | Випробувальний політ ракети «Фау-2».                                         | —                                                        | Німеччина         |
| 24.10.1946    | Фотографії з космосу 105.                                                                                                 | США запустили ракету «Фау-2» з ракетного полігону «Вайт Сендс», Нью-Мексико. | —                                                        | США               |
| 20.02.1947    | Тварини в космосі. | США запустили ракети «Фау-2» з White Sands Missile Range, Нью-Мексико.       | Плодові мушки                                            | США               |
| 04.10.1954    | Штучний супутник. | Перший штучний супутник Землі                                                | —                                                        | СРСР              |
| 03.11.1957    | Тварина на орбіті. | «Супутник-2»                                                                 | Собака породи лайка                                      | СРСР              |
| 02.01.1959    | Обліт Місяця, перший космічний апарат для досягнення геліоцентричної орбіти.                                              | «Луна-1»                                                                     | —                                                        | СРСР              |
| 12.09.1959    | Падіння на поверхню Місяця. Перший створений людиною об'єкт, який досяг іншого небесного тіла.                            | «Луна-2»                                                                     | —                                                        | СРСР              |
| 07.10.1959    | Фотографії зворотного боку Місяця. Перший космічний апарат, який здійснив гравітаційний маневр.                           | «Луна-3»                                                                     | —                                                        | СРСР              |
| 31.01.1961    | Перші гомініди в космосі.                                                                                                 | «Меркурій-Редстоун 2»                                                        | Хем (шимпанзе)                                           | США               |
| 12.04.1961    | Перша людина в космосі.                                                                                                   | «Восток-1»                                                                   | Юрій Гагарін                                             | СРСР              |
| 05.05.1961    | Перший космічний корабель, пілотований вручну.                                                                            | «Меркурій-Редстоун-3» («Фрідом»)                                             | Алан Шепард                                              | США               |
| 14.12.1962    | Успішний обліт іншої планети. Максимальне наближення до Венери — 34 773 км.                                               | «Марінер-2»                                                                  | —                                                        | США               |
| 18.03.1965    | Вихід у відкритий космос.                                                                                                 | «Восход-2»                                                                   | Олексій Леонов                                           | СРСР              |
| 15.12.1965    | Стикування. | «Джеміні 6A» та «Джеміні-7»                                                  | Воллі Ширра, Томас Стаффорд, Френк Борман, Джеймс Ловелл | США               |
| 03.02.1966    | М'яка посадка космічного корабля на Місяць.                                                                               | «Луна-9»                                                                     | —                                                        | СРСР              |
| 01.03.1966    | Падіння штучного об'єкта на іншу планету.                                                                                 | «Венера-3»                                                                   | —                                                        | СРСР              |
| 16.03.1966    | Орбітальне стикування двох космічних апаратів.                                                                            | «Джеміні-8» і Agena Target Vehicle                                           | Ніл Армстронг, Девід Скотт                               | США               |
| 03.04.1966    | Штучний супутник, який обертається навколо іншого небесного тіла (крім Сонця).                                            | «Луна-10»                                                                    | —                                                        | СРСР              |
| 18.10.1967    | Телеметрія з атмосфери іншої планети.                                                                                     | «Венера-4»                                                                   | —                                                        | СРСР              |
| 21–27.12.1968 | Люди на навколомісячній орбіті.                                                                                           | «Аполлон-8»                                                                  | Френк Борман, Джеймс Ловелл, Вільям Андерс               | США               |
| 20.07.1969    | Приземлення людей на поверхню іншого небесного тіла (Місяця).                                                             | «Аполлон-11»                                                                 | Ніл Армстронг, Базз Олдрін                               | США               |
| 15.12.1970    | Телеметрія з поверхні іншої планети.                                                                                      | «Венера-7»                                                                   | —                                                        |                   |
| 19.04.1971    | Перша космічна станція.                                                                                                   | «Салют-1»                                                                    | —                                                        | СРСР              |
| 07.06.1971    | Перший постійний екіпаж.                                                                                                  | «Союз-11» («Салют-1»)                                                        | Георгій Добровольський, Владислав Волков, Віктор Пацаєв  | СРСР              |
| 20.01.1976    | Перші фотографії з поверхні Марса.                                                                                        | «Вікінг-1»                                                                   | —                                                        | США               |
| 12.04.1981    | Перший багаторазовий орбітальний корабель.                                                                                | STS-1                                                                        | Джон Янг, Роберт Кріппен                                 | США               |
| 19.02.1986    | Перша довготривала орбітальна космічна станція.                                                                           | «Мир»                                                                        | —                                                        | СРСР              |
| 14.02.1990    | Перша фотографія всієї Сонячної системи («Сімейний портрет»).                                                             | «Вояджер-1»                                                                  | —                                                        | США               |
| 25.08.2012    | Штучний космічний зонд в міжзоряному просторі.                                                                            | «Вояджер-1»                                                                  | —                                                        | США               |
| 12.11.2014    | Перша посадка штучного космічного апарата на комету (67P/Чурюмова — Герасименко).                                         | «Розетта»                                                                    | —                                                        | Європейський Союз |
| 14.07.2015    | Людство створило космічні зонди, які досліджували всі дев'ять великих планет (за визначенням планети станом на 1981 році) | New Horizons                                                                 | —                                                        | США               |
| 20.12.2015    | Вертикальна посадка орбітальної ракети-носія на наземний майданчик.                                                       | 20-й політ ракети-носія Falcon 9                                             | —                                                        | США               |
| 08.04.2016    | Вертикальна посадка орбітальної ракети-носія на плавучу платформу у відкритому морі.                                      | SpaceX CRS-8                                                                 | —                                                        | США               |
| 30.03.2017    | Повторний запуск і друга посадка використаного орбітального ракетного прискорювача.                                       | SES-10                                                                       | —                                                        | США               |

## Попередні космічні польоти
Також можливо, що Космічна ера розпочалась не 4 жовтня 1957 року, а раніше, оскільки в червні 1944 року у Німеччині була створена перша ракета «Фау-2». Деякі навіть вважали, що космічна ера почалася в березні 1926 року, коли американська ракета була запущена Робертом Ґоддардом на рідкому паливі, хоча його ракета не досягла космічного простору.
Оскільки вищезгаданий політ ракети «Фау-2» був здійснений таємно, це не входило до надбання громадськості протягом багатьох років. Крім того, німецькі ракети, а також випробування ракетного зондування, проведені як у Сполучених Штатах? так і колишньому Радянському Союзі в кінці 1940-х і на початку 1950-х років, не були визнані досить істотними, щоб розпочати нову еру, оскільки вони не досягли орбіти. Маючи досить потужну ракету, щоб дістатися орбіти, країна отримувала можливість доправляти військовий вантаж у будь-яке місце на планеті, або, інакше, вона володіла міжконтинентальними балістичними ракетами. Факт, що після такого розвитку космічних технологій, жоднемісце на планеті не убезпечене від удару ядерною боєголовкою, досягнення стандартної орбіти тепер використовуються для визначення, коли Космічна ера розпочалася.